# Hypenagoniodes
Hypenagoniodes là một chi bướm đêm thuộc họ Erebidae.